# Inflammation Research
Inflammation Research is een internationaal, aan collegiale toetsing onderworpen wetenschappelijk tijdschrift op het gebied van de celbiologie en de immunologie. De naam wordt in literatuurverwijzingen meestal afgekort tot Inflamm. Res. Het wordt uitgegeven door Springer Science+Business Media namens de European Histamine Research Society en verschijnt maandelijks.